# Bankalar Caddesi
Bankalar Caddesi ("Viale delle Banche"), nota anche come Voyvoda Caddesi ("Viale del Voivoda"), nello storico quartiere di Galata (l'attuale Karaköy) del distretto di Beyoğlu (Pera) a Istanbul, in Turchia, era il centro finanziario del tardo Impero Ottomano. Si snoda verso ovest dalla trafficata Kemeraltı Caddesi a Karaköy e si immette nella Okçu Musa Caddesi, che conduce a Şişhane e Tepebaşı a Beyoğlu.
Sebbene la maggior parte dei grandiosi edifici del XIX secolo che costeggiano entrambi i lati della strada siano sopravvissuti nel XXI secolo, sono sempre più spesso trasformati in hotel, ristoranti e centri culturali.
La fermata meridionale del Tünel (1875), la seconda linea ferroviaria sotterranea più antica del mondo dopo la metropolitana di Londra (1863), si trova a pochi minuti a piedi dall'estremità orientale di Bankalar Caddesi. Anche la fermata del tram Karaköy della linea T1 è molto vicina all'inizio della strada.

## Storia
La strada è citata come Voyvoda Yolu ("Strada del Voivoda") nel Seyahatnâme del 17° secolo del viaggiatore turco ottomano Evliya Çelebi.
Durante il tardo periodo ottomano, le più importanti banche, istituzioni finanziarie e compagnie assicurative avevano qui la loro sede.

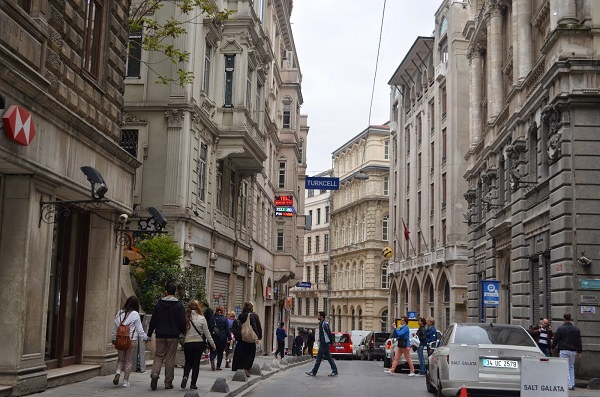
Bankalar Caddesi nel 2016

Queste istituzioni includevano la Banca Centrale Ottomana (originariamente fondata come Bank-ı Osmanî nel 1856, e successivamente riorganizzata come Bank-ı Osmanî-i Şahane nel 1863) e la Borsa Ottomana (originariamente fondata nel 1866, fu formalmente rinominata Dersaadet Securities Exchange (in turco Dersaadet Tahvilat Borsası) nel 1873.
Bankalar Caddesi ha continuato a essere il principale distretto finanziario di Istanbul fino agli anni '90, quando le banche turche hanno iniziato a trasferire le loro sedi nei moderni quartieri commerciali centrali di Levent e Maslak. Negli ultimi decenni del XX secolo, la Borsa di Istanbul si è trasferita prima nell'edificio del Dördüncü Vakıf Hanı a Sirkeci, e poi nel 1995 nell'attuale edificio di İstinye.

## Monumenti e luoghi d'interesse

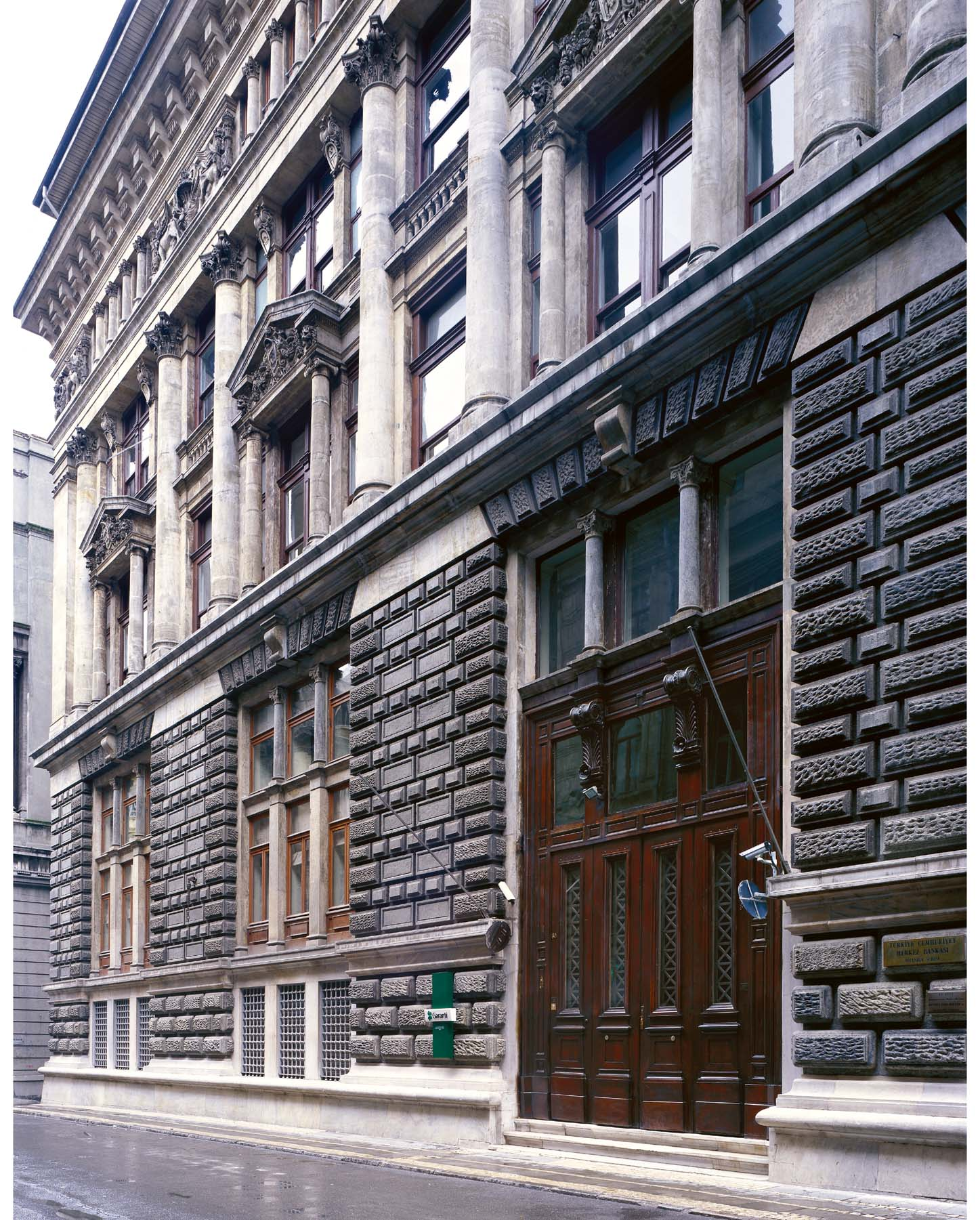
Il Centro Archivi e Ricerche della Banca Ottomana, ex sede della Banca Ottomana, Costantinopoli.

L'edificio progettato da Alexandre Vallaury, che un tempo ospitava la Banca Imperiale Ottomana, appartiene ora a Garanti BBVA e ospita il Museo della Banca Ottomana e il SALT Galata, che custodisce gli archivi della banca e li rende disponibili per la ricerca.

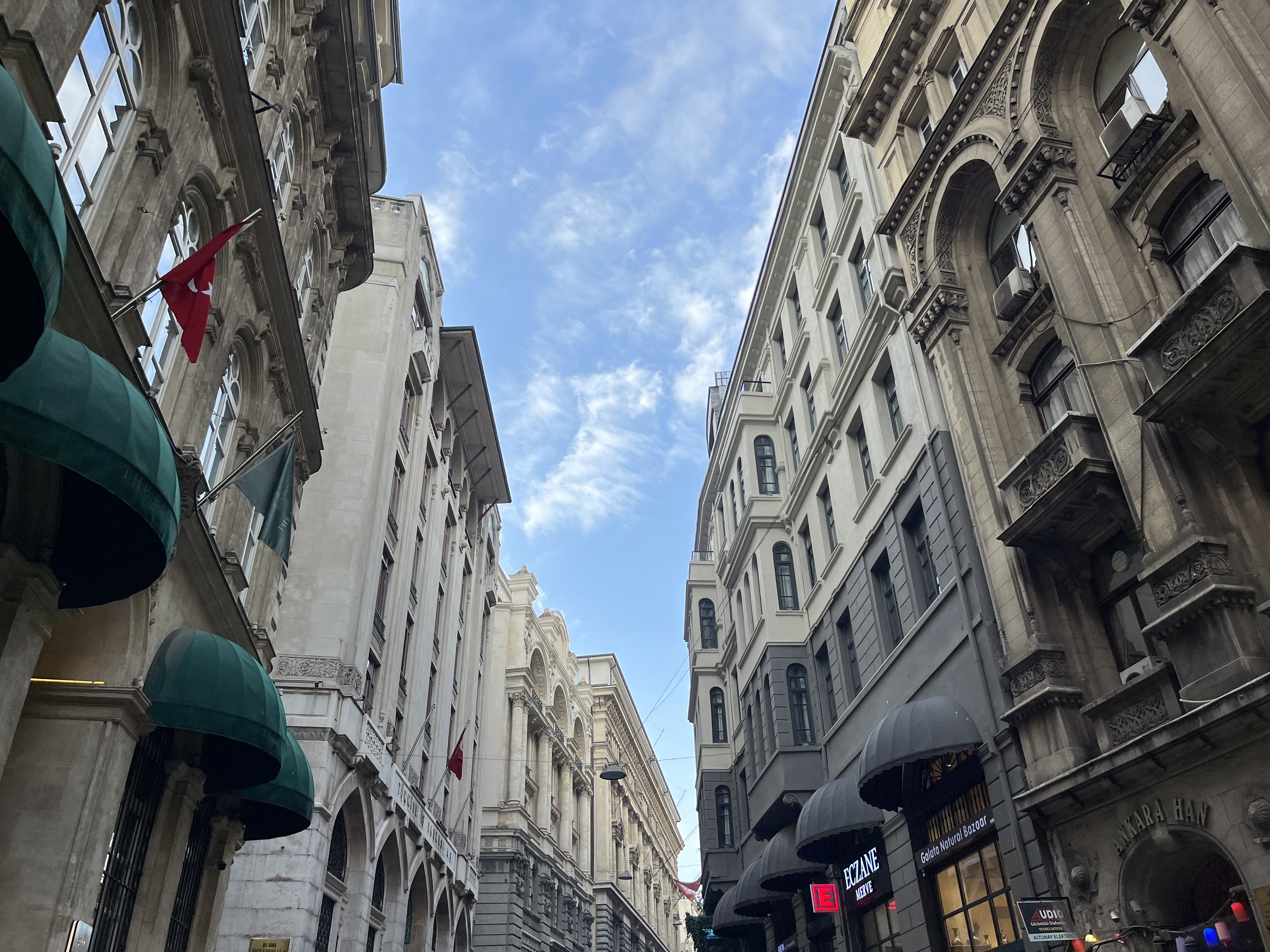
Bankalar Caddesi nel 2023

La Scalinata Camondo, una scalinata sinuosa progettata in un mix unico di stili neobarocco e Art Nouveau, e commissionata intorno al 1870-1880 dal famoso banchiere ebreo ottomano-veneziano Abraham Salomon Camondo, collega Bankalar Caddesi con Kart Çınar Sokak. La scalinata è stata fotografata da Henri Cartier-Bresson nel 1964, ed è apparsa nel romanzo poliziesco Pretty Dead Things di Barbara Nadel.

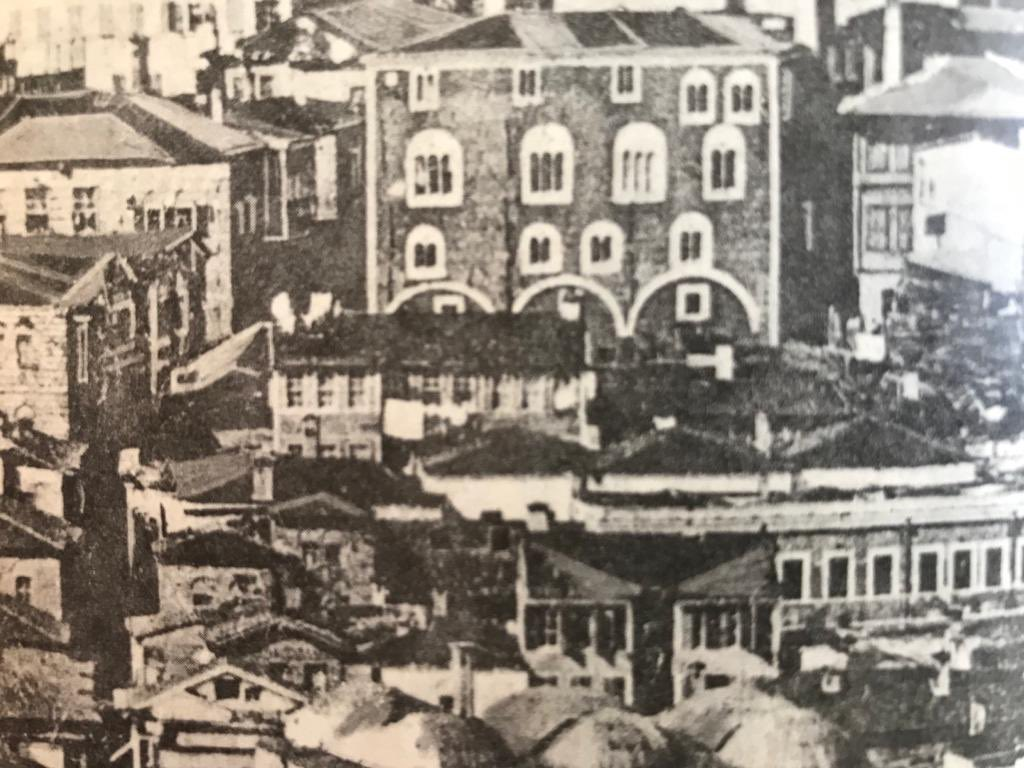
Il Palazzo di Genova (1314) prima che la sua facciata su Bankalar Caddesi fosse ricostruita in uno stile diverso negli anni Ottanta dell'Ottocento e divenisse nota come l'edificio per uffici Bereket Han.

In cima alla scalinata Camondo, su Kart Çınar Sokak, la strada parallela a Bankalar Caddesi, si trovano un paio di testimonianze del periodo in cui, nel XIV secolo, questa parte di Beyoğlu era governata dai genovesi. Il più importante è il relitto malconcio dello storico Palazzo del Comune genovese (1314), costruito da Montano De Marini, il Podestà di Galata, e modellato sull'ala del XIII secolo del Palazzo San Giorgio a Genova, in Italia. Si trova a pochi passi a sinistra (ovest) della scalinata Camondo, lungo la strada che un tempo era conosciuta come Rue Camondo nel XIX e all'inizio del XX secolo, e che attualmente si chiama Kart Çınar Sokak. Nel 2022 l'edificio è stato messo in vendita dopo anni di abbandono.
La maggior parte degli edifici lungo Bankalar Caddesi presenta magnifiche facciate del XIX secolo, che all'inizio del XXI secolo sono state rapidamente restaurate al servizio del turismo. L'indagine più completa su questi edifici è stata realizzata per una mostra nel 2000 e le informazioni sono state pubblicate in un libro riccamente illustrato intitolato Bankalar Caddesi: Voyvoda Street from Ottoman Times to Today, curato dallo storico Edhem Eldem.

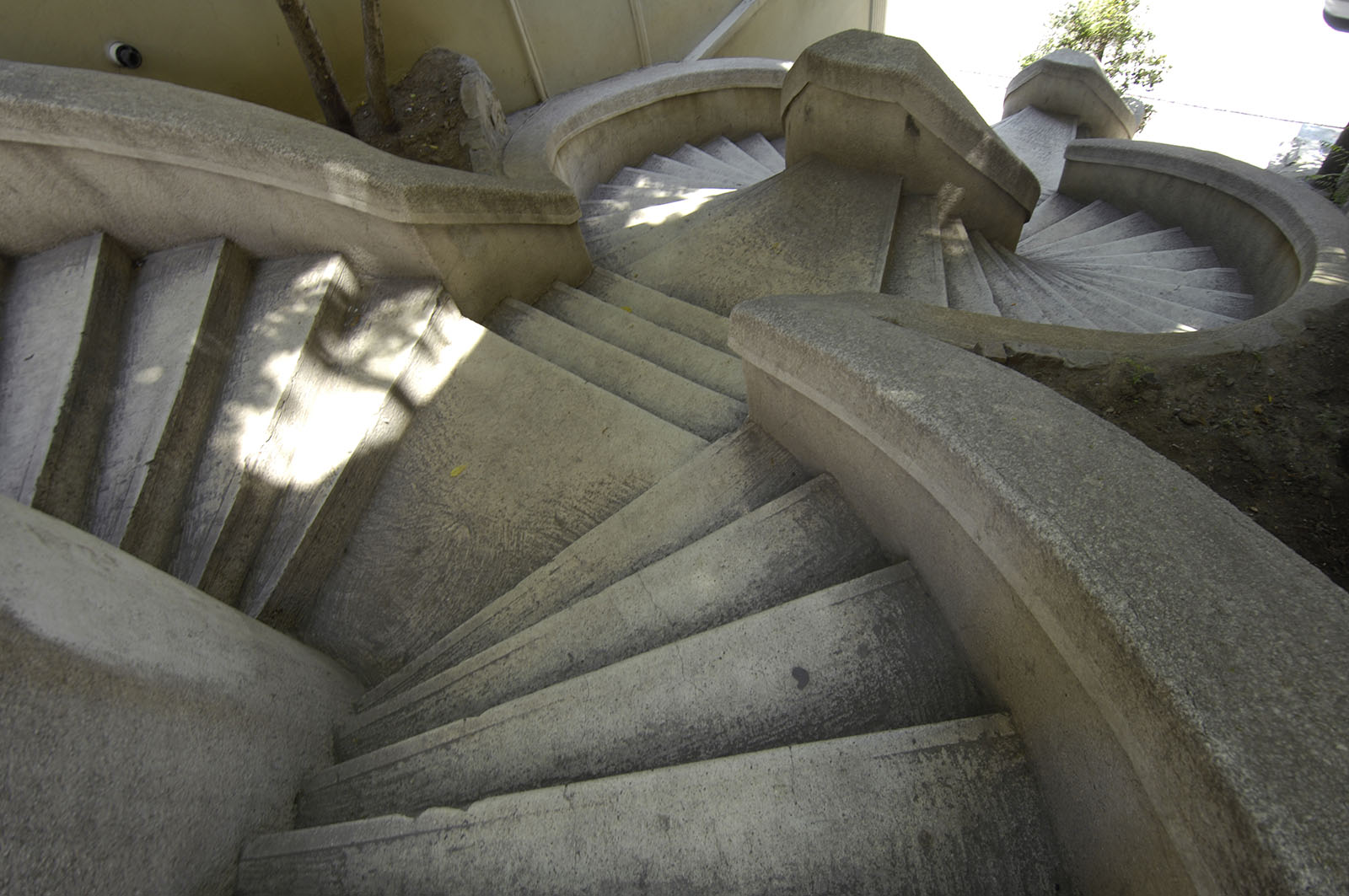
Scalinata Camondo a Bankalar Caddesi
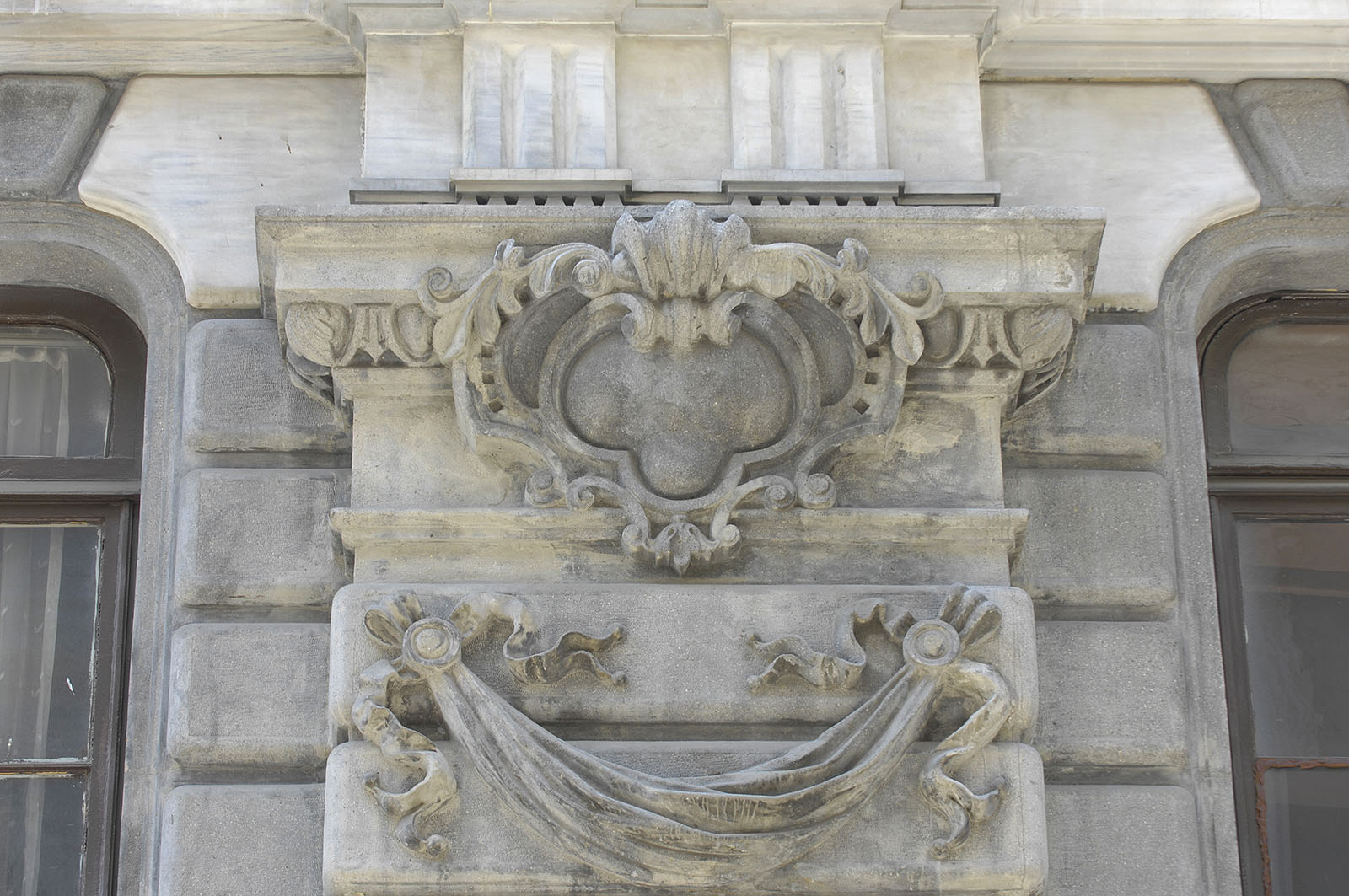
Bankalar Caddesi, dettaglio al n. 9 (Assicurazioni Generali, edificio per uffici)
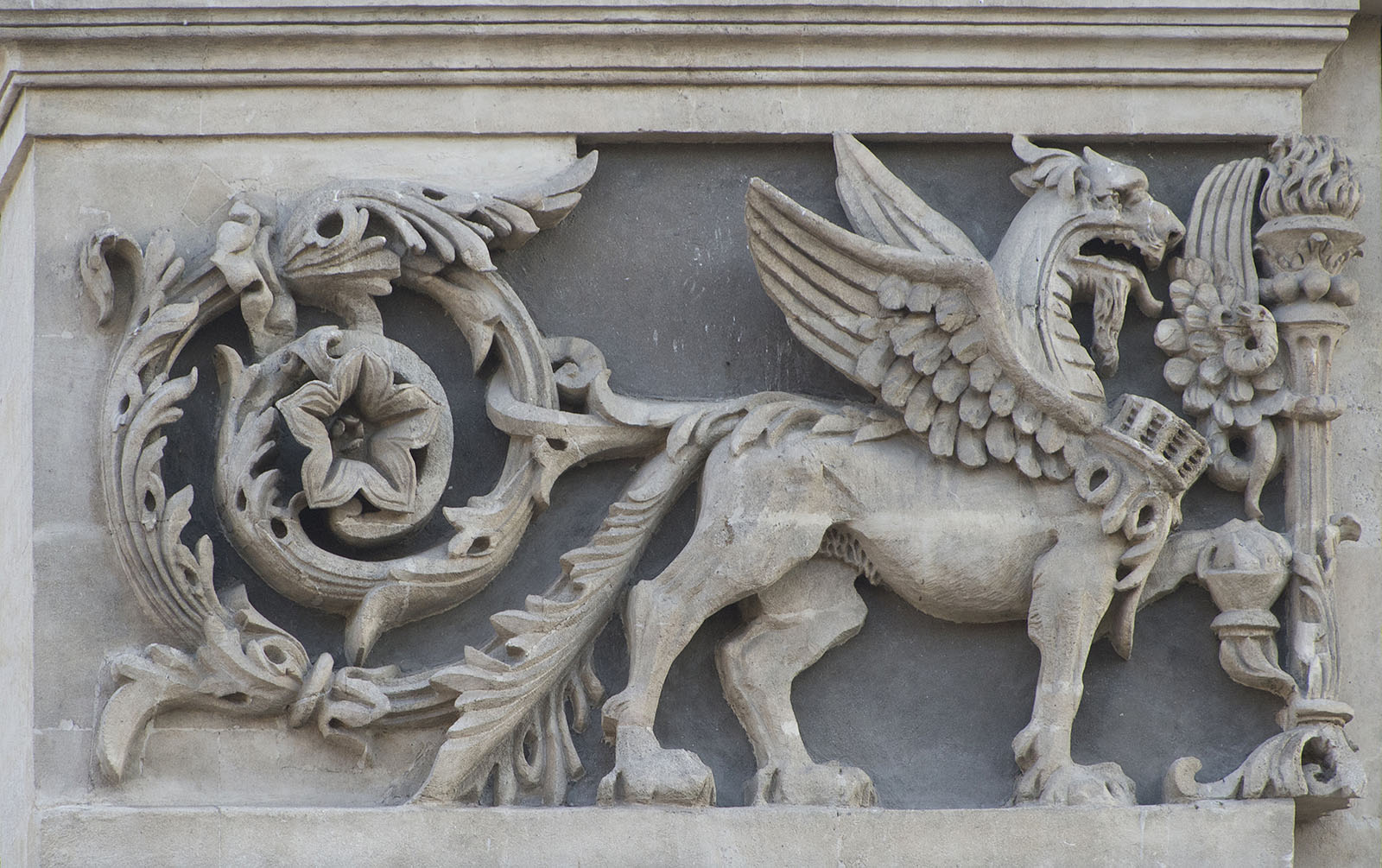
Bankalar Caddesi, particolare del n. 11 (Banca Centrale Ottomana)
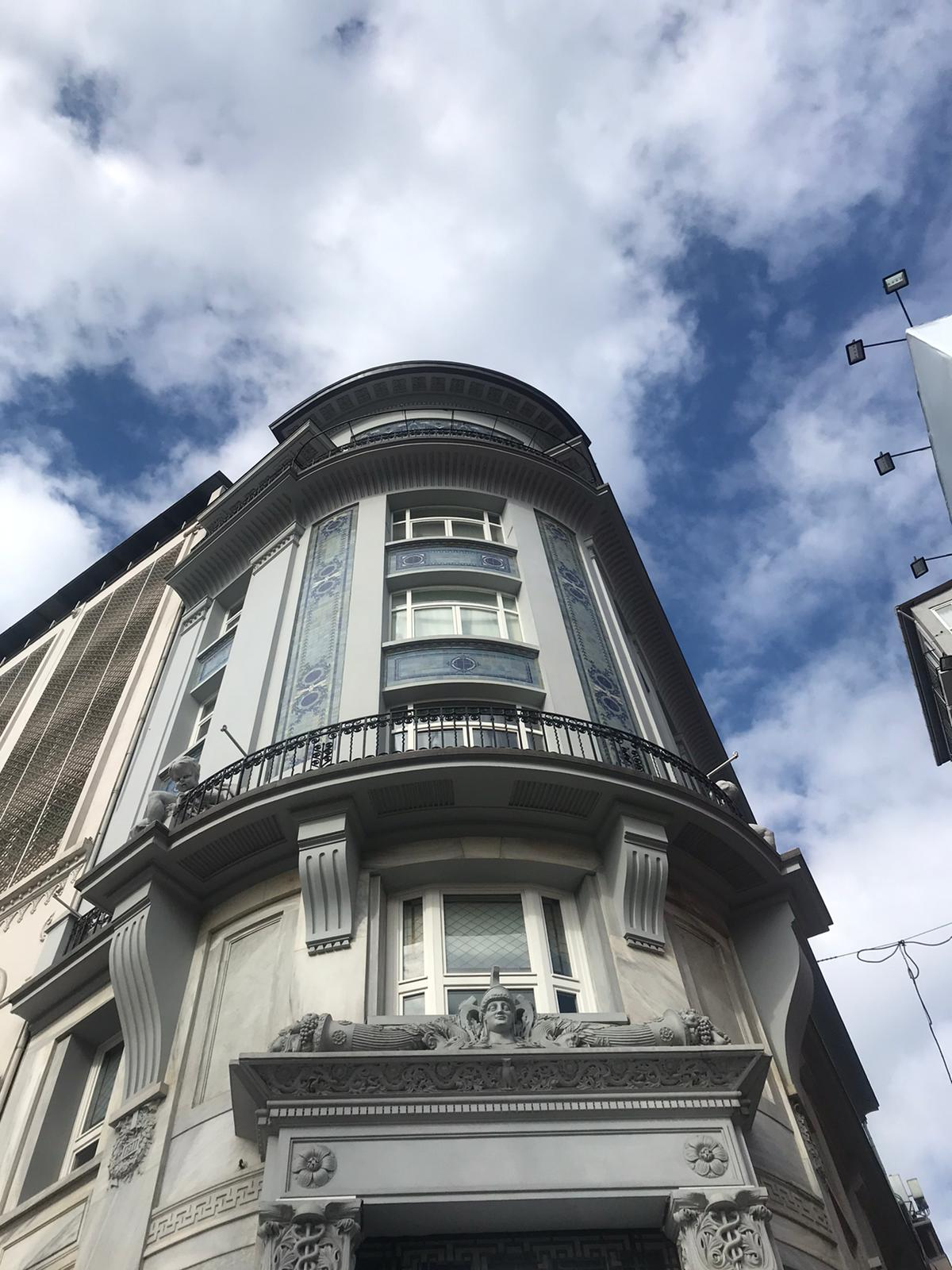
Edificio per uffici Minerva all'ingresso di Bankalar Caddesi